# Sina Ataeian Dena
Sina Ataeian Dena (nascido em 1983 em Ahvaz, Irão) é um diretor de cinema, roteirista, produtor de cinema e artista iraniano-alemão.

## Cineasta
Sina Ataeian Dena estudou direção de cinema na Universidade de Arte Sooreh, localizada em Teerão. Em 2009, o curta-metragem animado "Especially Music", criado por ele, foi o vencedor da competição internacional do Festival Internacional de Curtas-Metragens de Teerão. Em seguida, ele desenvolveu o seu primeiro longa-metragem, Paradise (título original: Ma dar behesht), no qual atuou como roteirista, diretor e produtor, ao lado do seu parceiro de produção Yousef Panahi. As gravações do filme levaram três anos para serem finalizadas, devido à ausência de autorização oficial para filmagem e à falta de recursos financeiros fornecidos pelo governo iraniano. Paradise é um drama sobre violência implícita na sociedade, que se centra na vida de uma jovem professora que leciona numa escola feminina nos subúrbios de um Teerão contemporâneo. Paradise teve sua estreia mundial em 2015, integrando a competição principal do 68º Festival de Cinema de Locarno.   Foi indicado ao Leopardo de Ouro e recebeu o prémio do juri ecumênico (Prize of the Ecumenical Jury) e o Prêmio Swatch Art Peace Hotel.  Após essa estreia, Paradise foi ainda exibido em vários festivais internacionais de cinema e conquistou outras indicações e prêmios. No 15º festival de cinema de Marrakech  (Marrakech International Film Festival), o presidente do júri, Francis Ford Coppola, concedeu a Sina Ataeian Dena o Prêmio Especial do Júri por Paradise. 
Em 2018, a editora Snoeck Publishing lançou o Paradise Handbook,  uma obra que explora as táticas subversivas empregadas no filme para driblar as limitações impostas pelo regime repressivo.
Em 2023, Dena atuou como produtor e consultor dramatúrgico do drama social iraniano Critical Zone dirigido por Ali Ahmadzadeh. Os dois receberam o Leopardo de Ouro de melhor filme no Festival de Cinema de Locarno.   No entanto, Dena teve que aceitar o prêmio sozinho, já que Ahmadzadeh foi impedido de entrar na área de Schengen. Durante o discurso de aceitação, Dena destacou o papel essencial dos artistas em sistemas repressivos e fez um apelo à solidariedade e liberdade de expressão. O discurso foi amplamente recebido. O filme também foi premiado em outros festivais,  como o Festival Internacional de Cinema de Haifa (Haifa International Film Festival) e o Festival Internacional de Cinema de Arte de Batumi.
Ataeian Dena desempenhou o papel de produtor associado e consultor dramatúrgico no documentário de Steffi Niederzoll, Sete Invernos em Teerã, que aborda a trajetória de Reyhaneh Jabbarie sua luta em prol dos direitos das mulheres. A obra foi amplamente reconhecida, recebendo prémios como o Compass Perspective Award e o Peace Film Award na Berlinale 2023, o F:act Award em sua estreia internacional no CPH:DOX e o Bavarian Film Award 2024.
Ao lado de Kia Ataiean Dena, ele contribuiu como coautor do novo filme de Henner Winckler, Ciência da felicidade. Seu projeto mais recente, Wolves, no qual atua como roteirista e diretor, marca o primeiro trabalho de série animada do Mercado de Coprodução da Berlinale. Ele é cofundador da produtora de filmes Counterintuitive Film. 
Ele é professor na DFFB, Academia Alemã de Cinema e Televisão e também na Universidade de artes de Berlim (Berlin University of the Arts ,UdK). Em sua atuação académica, ministra seminários que abrangem: escrita criativa, direção, dramaturgia e performance, e técnicas de animação gerada por computador.

## Artista
Em 2018, Ataeian Dena apresentou fotografias e a videoinstalação "Altering Realities" na exposição "Hidden Secret", realizada na galeria de arte contemporânea Villa Merkel, na Alemanha,  ao lado de trabalhos de artistas como Francis Alys e !Mediengruppe Bitnik. Ainda em 2018, a videoinstalação "Home" foi exibida como parte da mostra "Studio Bosporus" no Museu do Presente Hamburger Bahnhof, em Berlim. 
Entre 2016 e 2018, Sina Ataeian Dena foi contemplado com bolsas do Goethe-Institut para participar na residência artística Kulturakademie Tarabyaem Istambul. Já em 2018/2019, ele foi selecionado como bolsista da residência artística do Swatch Art Peace Hotel, localizada em Xangai. Atualmente, reside em Berlim.
Dena foi um dos fundadores do grupo de performances públicas Exhilium, criado em 2020. Foi representado no Karneval der Kulturen, em Berlim, em 2023, entre outras apresentações.
As suas obras de arte impactantes, que abordam os desastres ambientais em Ahvaz, a sua cidade natal, e várias outras partes do mundo, chamaram a atenção. As videoartes, pinturas e fotografias foram exibidas em importantes museus de arte contemporânea como Staatliche Kunsthalle Baden-Baden e Künstlerhaus Bethanien, bem como em galerias de arte como a galeria SOMA Berlin . 

## Filmografia (seleção)

### Diretor, roteirista e produtor
- 2015: Paraíso
- 2013: Vento no Beco (Videoarte)
- 2013: Homo (Videoarte)
- 2006: Terceiro Gênero (Documentário)
- 2004: Freak out (Videoarte)

### Diretor e roteirista
- 2012: Arghaj (Documentário)
- 2010: Life Tuning (Documentário)
- 2009: Especialmente Música (Animação, Curta)
- 2009: Yar-e-dar (curta com animação)

### Consultor e produtor dramatúrgico
- 2023: Zona Crítica
- 2023: Sete invernos em Teerã

## Links externos
- Sina Ataeian Dena. no IMDb.